# Santas Justa y Rufina (Murillo)
El cuadro representando a las Santas Justa y Rufina es un óleo sobre lienzo del pintor barroco español Bartolomé Esteban Murillo realizado hacia el año 1666. Mide 200 cm de alto por 176 cm de ancho y se encuentra actualmente en el Museo de Bellas Artes de la ciudad de Sevilla (España). 
Por otra parte, el Meadows Museum (Dallas, EE. UU.) ha confirmado, después de seis años de investigación, la procedencia de los retratos de las santas Justa y Rufina, arrebatados por los nazis a una familia de banqueros judíos en París. La revista Ars Magazine ha desvelado esta novelesca historia, rescatada también por Diario de Sevilla: 'Los murillos de Sevilla que robaron los nazis'. 

## Características
Se trata de una de las pinturas realizadas para decorar la iglesia del Convento de los Capuchinos de Sevilla. Están retratadas ambas hermanas, de pie, sosteniendo en las manos una representación de la Giralda, pues popularmente se creyó que fue su intercesión la que impidió que el minarete, para entonces ya campanario de la catedral se cayera en el terremoto de 1504. Las vasijas de barro que aparecen en el suelo son atributo de las santas, al ser hijas de un alfarero. También, por ser mártires, aparece la hoja de palma del martirio.